# Krzesk-Majątek
Krzesk-Majątek [pronunciación en polaco: /ˈkʂɛsk maˈjɔntɛk/] es una aldea ubicada en el distrito administrativo de Gmina Zbuczyn, dentro del condado de Siedlce, Voivodato de Mazovia, en el centro-este de Polonia.
El pueblo tiene una población de 200 habitantes.